# Bemba
Det finns tre olika bantuspråk som heter Bemba. Det största talas i Zambia, där det är ett av de större språken med drygt 3 miljoner talare. Det är ursprungligen bembastammens språk. De andra två talas båda i Kongo-Kinshasa av ett par hundra tusen människor vardera.